# Талл, Уилфред
Уилфред Оливер (Коуч) Талл (англ. Wilfred Oliver (Coach) Tull, 5 октября 1917, Брассо, Тринидад и Тобаго — 7 января 2003, Альбукерке, Нью-Мексико, США) — тринидадский легкоатлет, выступавший в беге на средние дистанции. Участвовал в летних Олимпийских играх 1948 года.

## Биография
Уилфред Талл родился 5 октября 1917 года в тринидадской деревне Брассо.
Окончил школу Ричмонд-стрит для мальчиков.
В 1946 году стал чемпионом Игр Центральной Америки и Карибского бассейна в Барранкилье, заняв 1-е место в беге на 1500 метров с результатом 4 минуты 7,8 секунды. В беге на 800 метров выиграл серебряную медаль (1.56,4).
В 1948 году вошёл в сборную Тринидада и Тобаго на летней Олимпиаде в Лондоне, впервые представленную на Играх. В беге на 800 метров в четвертьфинале занял 6-е место среди 7 участников (1.55,7), уступив финишировавшему четвёртым и попавшему в полуфинал Вацлаву Винтеру из Чехословакии всего 6 десятых. В беге на 1500 метров выбыл в полуфинальном забеге.
В 1951 году выступал на Панамериканских играх в Буэнос-Айресе и вышел в финал в беге 1500 метров.
В 1956 году по окончании карьеры эмигрировал в США. Работал тренером. В течение 20 лет трудился в ООН, откуда ушёл в 1976 году. Тогда же переехал из Нью-Йорка в Альбукерке.
Умер 7 января 2003 года в Альбукерке после долгой борьбы с раком простаты.

## Личные рекорды
- Бег на 800 метров — 1.53,3 (1952)[3]
- Бег на 1500 метров — 4.00,2 (1950)[3]

## Семья
Первая жена — Моника, вторая жена — Анджела. Имел пятерых сыновей — Жюльена, Уэсли, Роберта, Уилфреда, Венделла, а также дочь Хейзел.